# Kreuzsteine Körbelitz

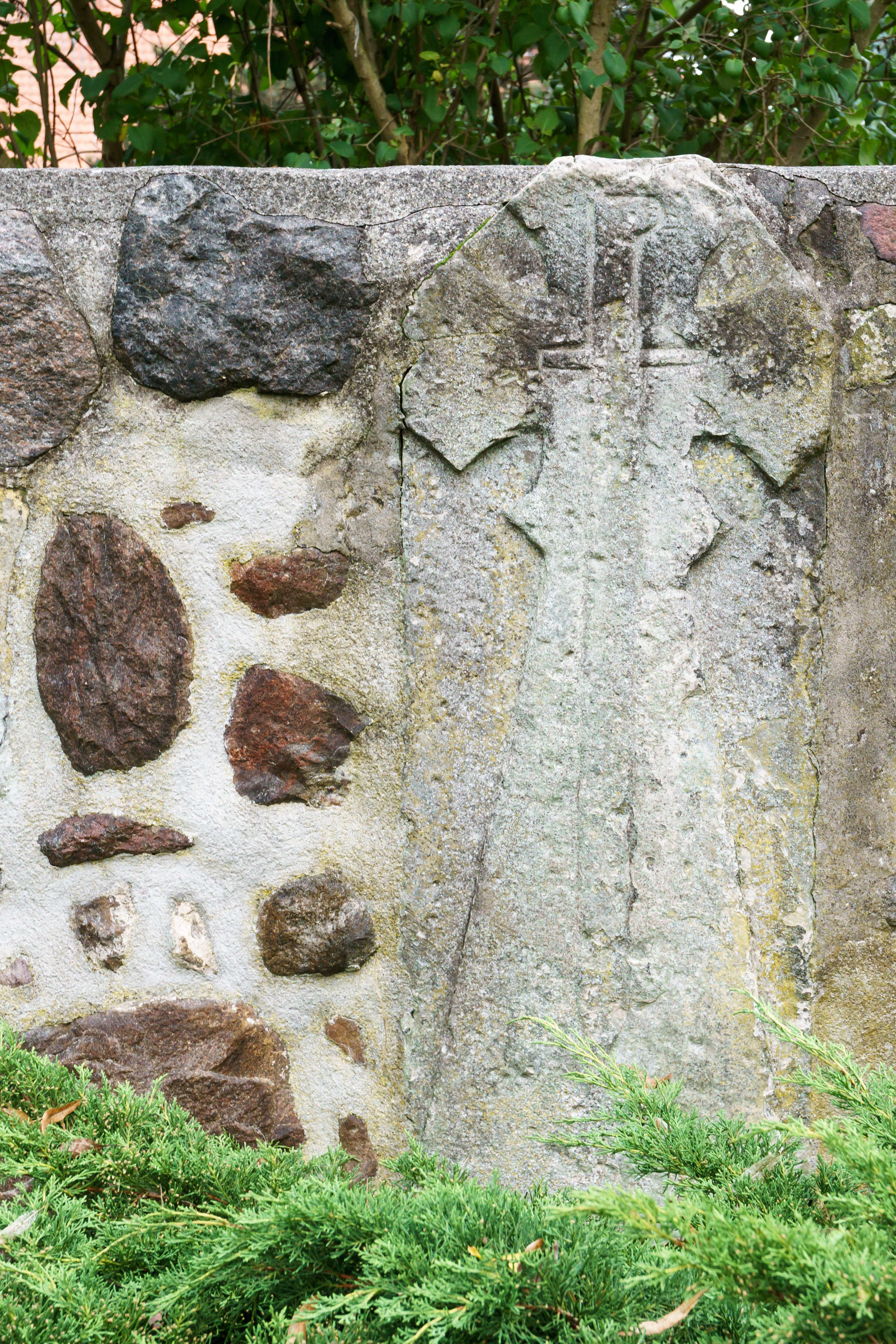
Südlicher Kreuzstein in der Kirchhofsmauer in Körbelitz

Die Kreuzsteine Körbelitz sind zwei denkmalgeschütztes Kreuzsteine im Ortsteil Körbelitz der Gemeinde Möser in Sachsen-Anhalt. Im örtlichen Denkmalverzeichnis sind die Kreuzsteine unter der Erfassungsnummer 094 05588 als Baudenkmal verzeichnet.

## Allgemeines und Beschreibung
In der Kirchhofsmauer der Kirche St. Pancratii (Körbelitz) sind zwei Kreuzsteine erhalten geblieben. Diese werden als nördlicher und südlicher Kreuzstein bezeichnet. Beide Kreuzsteine bestehen aus Sandstein und sind ca. um das Jahr 1400 entstanden.

### Nördlicher Kreuzstein
Beim südlichen Kreuzstein handelt um ein Tatzenkreuz. Der Fuß des Kreuzes ist aber 4 cm breiter als die Arme. Das Kreuz weist keine weiteren Verzierungen auf.

### Südlicher Kreuzstein
Auf einer Sandsteinplatte mit den Maßen von 138 cm zu 44 cm befindet sich ein Kreuz, welches 4 cm aus der Steinplatte heraus sticht. Die Sandsteinplatte erweckt den Eindruck, dass sie ursprünglich senkrecht stehend aufgestellt gewesen ist. Es handelt sich ebenfalls um ein Tatzenkreuz mit sich stark verbreiterndem Schaft bzw. Fuß und Armen mit gotischen Nasen. Verziert wird der Kreuzstein durch 90 cm langes Schwert. Die Klinge des Schwertes beträgt 74 cm × 6 cm, der Griff 16 cm × 4 cm und die Parierstange 17 cm × 2 cm.